# 許雄 (言語学者)
許 雄（ホ・ウン、きょ ゆう、朝鮮語: 허웅、1918年10月30日 - 2004年1月26日）は大韓民国・慶尚南道金海郡（現：金海市）出身の言語学者である。本貫は陽川許氏。
東萊高等普通学校（現在の東萊高等学校）を卒業して、延禧専門学校（現在の延世大学校）文科を中退した。・延世大学校・ソウル大学校・成均館大学校などを経て、ハングル学会理事長・独立紀念館建立推進会理事・東亜大学校大学院教授・ソウル大学名誉教授。国民勲章牡丹章などを受賞した。著書に「中世国語研究」「国語国文学辞典」「言語学概論」がある。